# Alfred Grenda
Albert Francis Alfred (Alf) Grenda, né le 15 septembre 1889 en Australie, de parents nés en Allemagne et mort le 30 mai 1977 à Paradise (Californie) aux États-Unis, est un cycliste australien, naturalisé américain en 1930.
Il est venu aux États-Unis pour courir sous contrat lors de la saison 1912

## Palmarès
- 1911 2e Six jours de Sydney, Australie
- 1912 2e championnat du monde de vitesse
- 1913 1re Six jours de Toronto, Canada  avec Ernie Pye
- 1914 1re Six jours de New York avec Alfred Goullet parcourant 2 759,2 miles
- 1914 2e Six jours de Paris
- 1915 1re Six jours de Boston, États-Unis  + Alfred Hill
- 1915 1re Six jours de New York avec Alfred Hill
- 1916 1re Six jours de Boston, États-Unis avec Alfred Goullet
- 1918 3e à Six jours de New York
- 1920 2e Six jours de Sydney, Australie
- 1922 1re Six jours de New York avec Reginald McNamara
- 1922 2e Six jours de Paris
- 1923 1re Six jours de New York avec Alfred Goullet
- 1924 1re Six jours de Chicago avec Oscar Egg
- 1925 3e Six jours de Berlin
- 1925 2e Six jours de Bruxelles